# Język ngkolmpu
Język ngkolmpu (ngkâlmpw), także kanum – język papuaski używany w prowincji Papua w Indonezji (kabupaten Merauke). Posługuje się nim 160 osób.
Jego użytkownicy zamieszkują wsie Yanggandur i Rawa Biru (odmiana ngkontar) oraz Onggaya (odmiana baedi). Odmiana baedi wyszła z powszechnego użycia. We wsi Yanggandur używany jest też język tamer, a we wsi Rawa Biru główny język to smerki.
Posługują się nim osoby dorosłe (przede wszystkim w wieku powyżej 40 lat). Przestał być przyswajany przez dzieci. W użyciu jest też język indonezyjski.
Występują zapożyczenia z indonezyjskiego oraz lokalnych języków marori i marind.
Nazwa „kanum” odnosi się do różnych języków regionu.